# Domenico Savelli
Domenico Savelli (Speloncato, 15 de setembro de 1792 - Roma, 30 de agosto de 1864) foi um cardeal do século XIX.

## Biografia
Nasceu em Speloncato em 15 de setembro de 1792. Filho de Gregorio Maria Savelli-Vitali (1750-1801), notário, e de sua segunda esposa, Agata Maria Arrighi (1754-?).
Estudou no Seminário de Ajaccio; na Universidade La Sapienza , Roma, onde obteve um doutorado em teologia ad praemium em 1822; e ad honorem em 1825); depois, fez praxis in utroque iure , tanto de direito canônico quanto civil, na SC do Concílio Tridentino, em 1825.
Ordenado em 1816, Roma, por Luigi Sebastiani della Porta, bispo de Ajaccio. Vigário geral em Cesena, ca.1827; e em Imola, de 23 de novembro de 1829 a 17 de dezembro de 1832, onde assumiu de fatoo governo da diocese quando o cardeal Giacomo Giustiniani residia em Roma. Prelado referendário, 28 de fevereiro de 1832. Delegado apostólico em Rieti, 1º de abril de 1833; em Frosinone, 1834; em Perugia, 1838; e em Macerata, 1841. Clérigo da Câmara Apostólica, 25 de abril de 1845. Pró-legado nas quatro legações, maio de 1846. Delegado apostólico extraordinário em Viterbo e Forlì, 1847. Pró-governador de Roma e diretor geral da polícia, novembro 13 a 29 de dezembro de 1847, quando foi suprimido o cargo de governador. Ministro da Polícia, 29 de dezembro de 1847 a fevereiro de 1848. Fugiu para Gaeta com o Papa Pio IX, 1848. Vice-camerlengo da Santa Igreja Romana, 20 de maio de 1848 a 1853. Comissário extraordinário da província de Campagna e Marittima, fevereiro de 1849 .Comissário pontifício de Marche, abril de 1849.triumvirato rosso , 9 de agosto de 1849 a 1850. Ministro do Interior, 1850 a 1853.
Criado cardeal diácono no consistório de 7 de março de 1853; recebeu o gorro vermelho e a diaconia de S. Maria em Aquiro, a 10 de março de 1853. Presidente da Consulta de Estado das Finanças, de 4 de julho de 1853 a 14 de dezembro de 1859.
Morreu em Roma em 30 de agosto de 1864. Exposto na igreja de S. Carlo ai Catinari, Roma, e sepultado na sua diaconia, segundo o seu testamento.